# Saint-Michel (Tramelan)

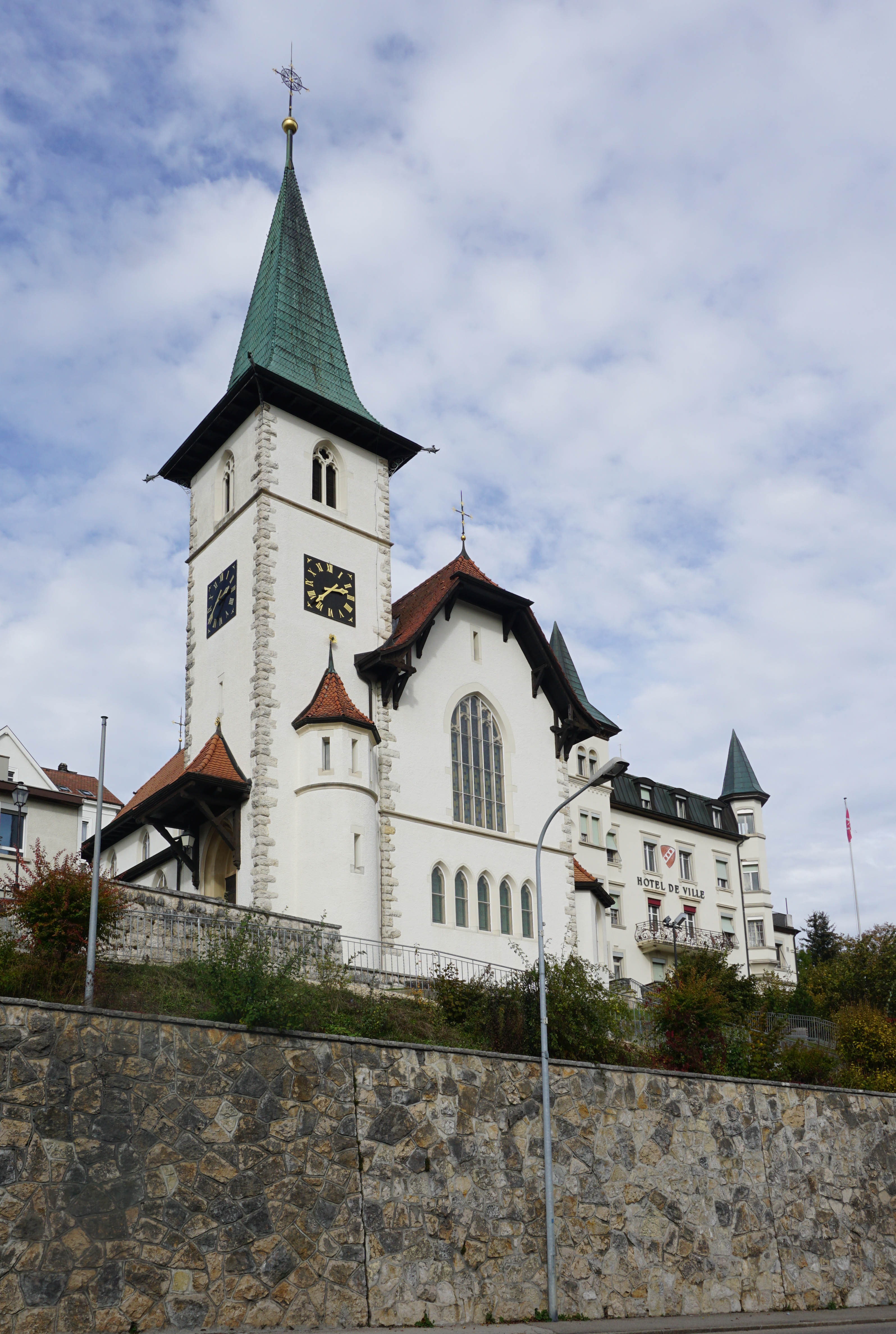
St-Michel in Tramelan

Die Kirche Saint-Michel in Tramelan wurde 1910 erbaut. Die 1905 gegründete Pfarrei Tramelan bildet seit 1985 mit Malleray und Tavannes den Pfarreisektor TraMaTa. Die Kirche ist als schützenswertes Kulturdenkmal von regionaler Bedeutung im kantonalen Bauinventar unter Nr. 2360 verzeichnet.

## Geschichte
Die Pfarrei Tramelan wird erstmals 1179 in einem Dokument von Papst Alexander III. erwähnt. Sie gehörte zur Diözese Besançon und wurde vom Kapitel Saint-Imier betreut. Nach 1530 war Tramelan reformiert. Mit der Französischen Revolution 1798 kamen wieder Katholiken zurück. Durch das zwischen Napoléon Bonaparte und Papst Pius VI. geschlossene Konkordat von 1801 kam das Dorf zur Pfarrei Courrendlin und zur Diözese Strassburg. Durch die Angliederung des Juras 1815 an den Kanton Bern kam Tramelan zur Pfarrei St-Imier im Bistum Basel.
Einmal monatlich feierte der Pfarrer von St-Imier im Schulhaus von Tramela-Dessous die Messe, erstmals am 23. Januar 1887. Als erster Pfarrer konnte Abbé Léon Maître 1890 in der ihm zur Verfügung gestellten «chapelle des Indépendants» die Messe lesen. Am 24. September 1893 wurde eine Kapelle mit einer Pfarrwohnung «Sur Bantavaux» (oder «Balenvaux») eingeweiht. Per Dekret des Kantons Bern vom 11. Oktober 1905 wurden die seit 1852 vereinigten Gemeinden Tramelan-Dessus, Tramelan-Dessous und Mont-Tramelan zu einer unabhängigen römisch-katholischen Pfarrei. Am 14. Januar 1906 wurde die katholische Kirchgemeinde gegründet und 1907 der Bau einer neuen Kirche projektiert. Am 19. April 1909 war der Baubeginn und am 29. Mai 1910 wurde die Kirche unter der Schirmherrschaft des Erzengels Michael eingesegnet. Die Glockenweihe war am 16. November 1919 und am 11. Juni 1933 konsekrierte Bischof Joseph Ambühl die Kirche. Erstmals wurde die Kirche 1956 und nochmals 2001 innen renoviert.

## Baubeschreibung
Über einer hohen Mauer an der Grand Rue 108 baute der Architekt August Hardegger neben der ehemaligen Kapelle die neugotische Kirche, deren Baustil mit Elementen des Heimatstils vermischt ist. Die Gebäudeecken sind mit verzahnten Bossensteinquadern betont, kontrastierend zu den hell verputzten Wandflächen. Die Kirche steht mit dem Chor zur Bergseite auf einer in den Hang gebauten Terrasse, während die Giebelseite mit dem Glockenturm über der Hauptstrasse aufstrebt. Das Krüppelwalmdach des Kirchenschiffs ist mit dem First nord-südlich ausgerichtet. Wie die Türme des benachbarten Hôtel de Ville, ist der viereckige Spitzhelm des Glockenturms mit grün oxidiertem Kupferblech verkleidet. Der Eingang zur Kirche im Sockelgeschoss des Turms wird von einem pyramidenförmigen Vordach überdeckt.

### Innenraum und künstlerische Ausstattung

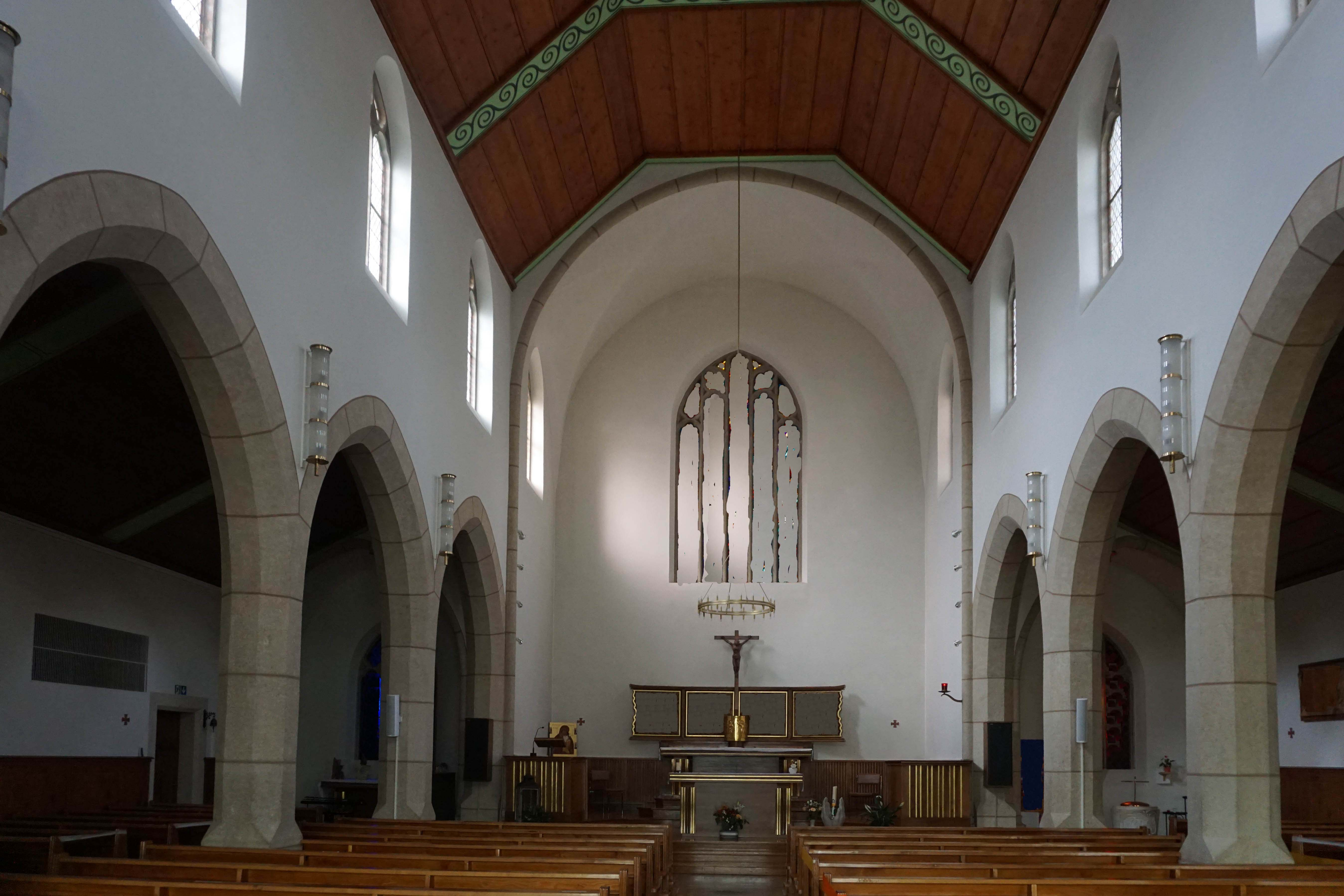
Kirchenschiff ohne Kunstwerke

Das Kirchenschiff ist mit einem eingezogenen Chor mit Tonnengewölbe und in der traditionellen Form der gotischen Zeit mit Seitenschiffen gebaut. Gemauerte Säulen aus Juragestein, mit Arkadenbögen verbunden, stützen die Hochschiffwand mit ihren Spitzbogenfenstern im Obergaden. Das Mittelschiff weist eine hölzerne Decke mit ornamental bemalten Tragwerken auf. Die Seitenschiffe besitzen ebenfalls Holzdecken, die analog der Mittelschiffdecke der Dachschräge folgen. Die Orgelempore ist durch eine Wendeltreppe im aussen liegenden Treppenturm erschlossen. Das rechte Seitenschiff mit den Kreuzwegtafeln endet neben der Empore in einer spitzwinkligen Apsis mit zwei neugotischen Fenstern.
1954–1955 fand eine umfassende Renovierung des Kircheninneren statt. Dabei wurde neben dem Orgelersatz auch die künstlerische Ausstattung erneuert. Die Hoch- und Flachreliefs in Holz am Hochaltar, der Kreuzweg und der Taufstein von 1955 sind Werke des einheimischen Künstlers Laurent Boillat (1911–1985).

### Glasmalerei

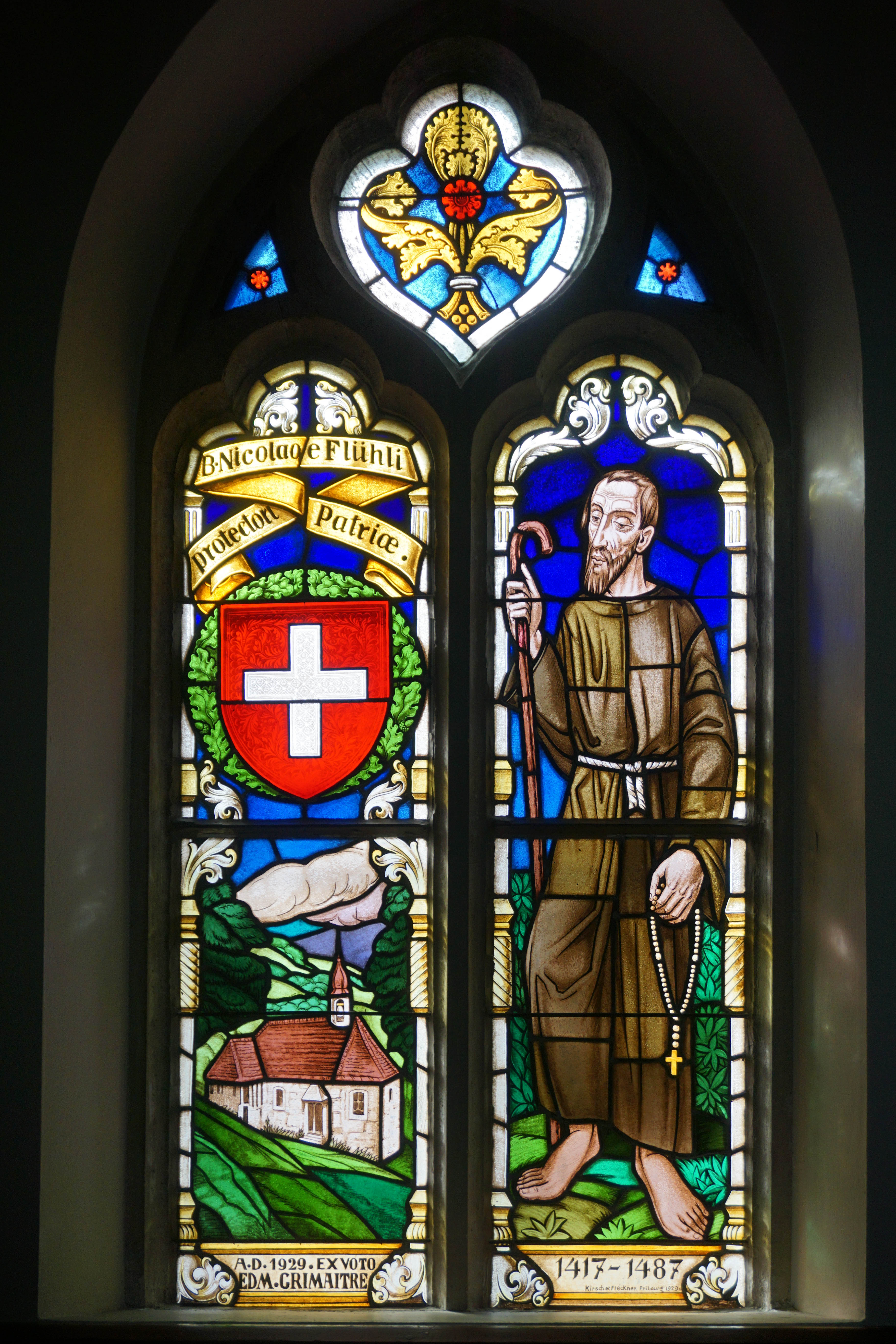
Bruder Klaus

Die ersten Glasmalereien der Kirche wurden zur Einweihung am 29. Mai 1910 durch Zettler, Zürich hergestellt. Das grosse Glasfenster im Chor mass 5 × 2,5 Meter und stellte die Geburt Christi dar. Die zwei Glasmalereien in den Seitenkapellen hatten die Verkündigung (Gartenseite) und den Erzengel St. Michael (Hofseite) als Thema. Sie sind teilweise auf einem Foto von 1919 zu sehen. Das noch vorhandene Fenster mit dem Bildnis des Patrons des Vaterlandes, des Seligen Nikolaus von Flüe, an der linken Seite installierte auf Wunsch der Gemeindemitglieder 1929 das Atelier Kirsch & Fleckner aus Freiburg. Im Bildhintergrund sind die Ranftkapelle, in der Nikolaus 20 Jahre lang lebte, und das Bundeswappen abgebildet. Am unteren Rand befindet sich die Inschrift: A.D. 1929.EX VOTO. EDM. GRIMAITRE («Jahr des Herrn 1929, zum Dank für eine Gnade. Edmond Grimaître»). Pfarrer Edmond Grimaître (1870–1934) war der Bauherr der Kirche. Sein Grabmal ist am Fuss des Turms unter diesem Fenster.
Anlässlich der Kirchenrenovation von 1954 bis 1955 wurde das Buntglasfenster des Chors auf die Empore hinter die Orgel verlegt. Das neue Chorfenster ist ein Entwurf von Edgar Voirol (1897–1987), dem damaligen Direktor am Collège Saint-Charles in Porrentruy, es wurde von der Kunstglaserei Chiara in Lausanne hergestellt. Sein Thema ist eine Verherrlichung der Arbeit mit den Schutzheiligen der Berufe, die Christus als Arbeiter umgeben. Die bemalten Scheiben der beiden Seitenkapellen wurden mit rotem und blauem Buntglas ersetzt.

## Orgel

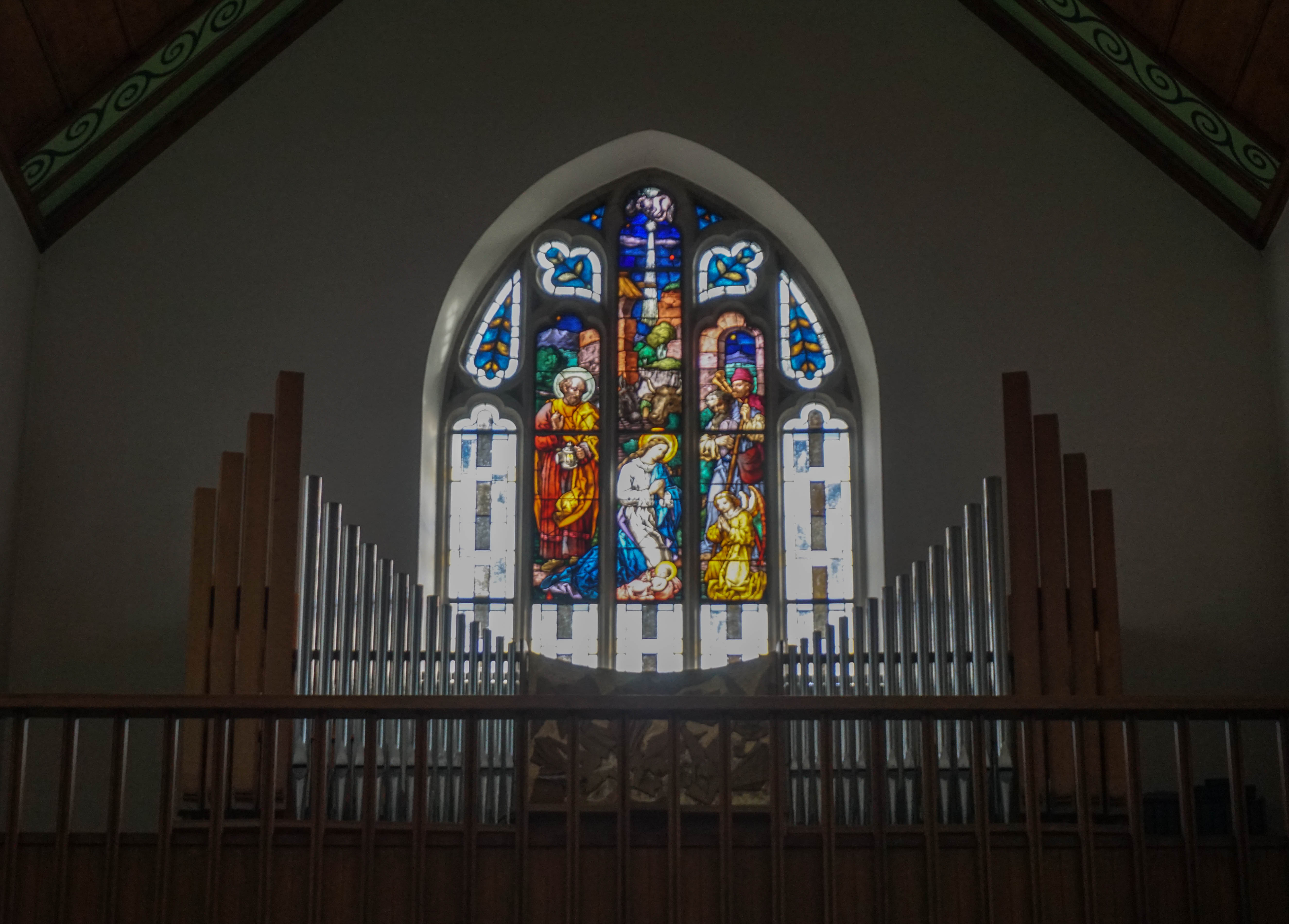
St-Michel Orgel und Weihnachtsfenster

1933 lieferte Orgelbau Goll in Luzern nach einer mehr als zehnjährigen Sammelaktion eine pneumatische Orgel mit 11 Registern. Bei der Renovierung des Kircheninneren 1956 wurde das Instrument ausgetauscht. Die von Georges Cramer (1908–1981) entworfene neue Orgel wurde am 8. April 1956 zu Ostern eingeweiht.
Die heutige Orgel wurde durch die Firma Orgelbau Goll AG, mit 11 Registern auf zwei Manualen und Pedal gebaut und 2013 revidiert. Sie hat eine mechanische Spieltraktur, mechanische Registertraktur und Schleifladen. Die Disposition (Stand: 2010) lautet:
| I Rückpositiv C–g3 |    |
| Montre             | 8′ |
| Cor de Chamois     | 8′ |
| Prestant           | 4′ |
| Flûte à cheminée   | 4′ |

| II Hauptwerk C–g3 |       |
| Bourdon           | 8′    |
| Suavial           | 4′    |
| Doublette         | 2′    |
| Fourniture IV     | 1 ⁄3′ |
| Trompette         | 8′    |
| Clairon           | 4′    |

| Pedal C–f1                    |     |
| Subbass                       | 16′ |
| Bourdon (Transmission aus II) | 8′  |

- Koppeln: I/II, I/P, II/P